# Ololygon rizibilis
Ololygon rizibilis é uma espécie de anfíbio da família Hylidae. Endêmica do Brasil, onde pode ser encontrada nos estados de São Paulo, Paraná, Santa Catarina e Rio Grande do Sul.